# Rhophitulus evansi
Rhophitulus evansi is een vliesvleugelig insect uit de familie Andrenidae. De wetenschappelijke naam van de soort is voor het eerst geldig gepubliceerd in 2004 door Ruz & Chiappa.